# Зоопарк Центрального парка
Зоопа́рк Центра́льного па́рка (англ. Central Park Zoo) расположен в Центральном парке в городе Нью-Йорке, США. Перепланировка зоопарка была выполнена архитектурной фирмой Кевин Роше, Динклу (англ. Kevin Roche, Dinkeloo) в 1983—1988 годах, в результате чего вышедшие из моды звериные клетки были заменены на более живые выставочные помещения. Центральная особенность зоопарка — широкий круглый бассейн морского льва — был сохранён и переделан. Покрытые стеклянной крышей перголы (конструкции из повторяющих секций арок, соединенных между собой поперечными брусьями) соединяют между собой 3 больших выставочных области — тропическую, умеренную и арктическую — расположенных в новых зданиях. На сегодняшний день в зоопарке среди прочего имеются здание крытого тропического леса, колония муравьёв, дом пингвинов и бассейн белого медведя. Зоопарк занимается разведением некоторых подвергающихся опасности видов: обезьянки рода тамарины, вайоминские жабы, толстоклювый ара и малые панды. Большинство крупных животных были переведены в более просторные помещения зоопарка Бронкса.

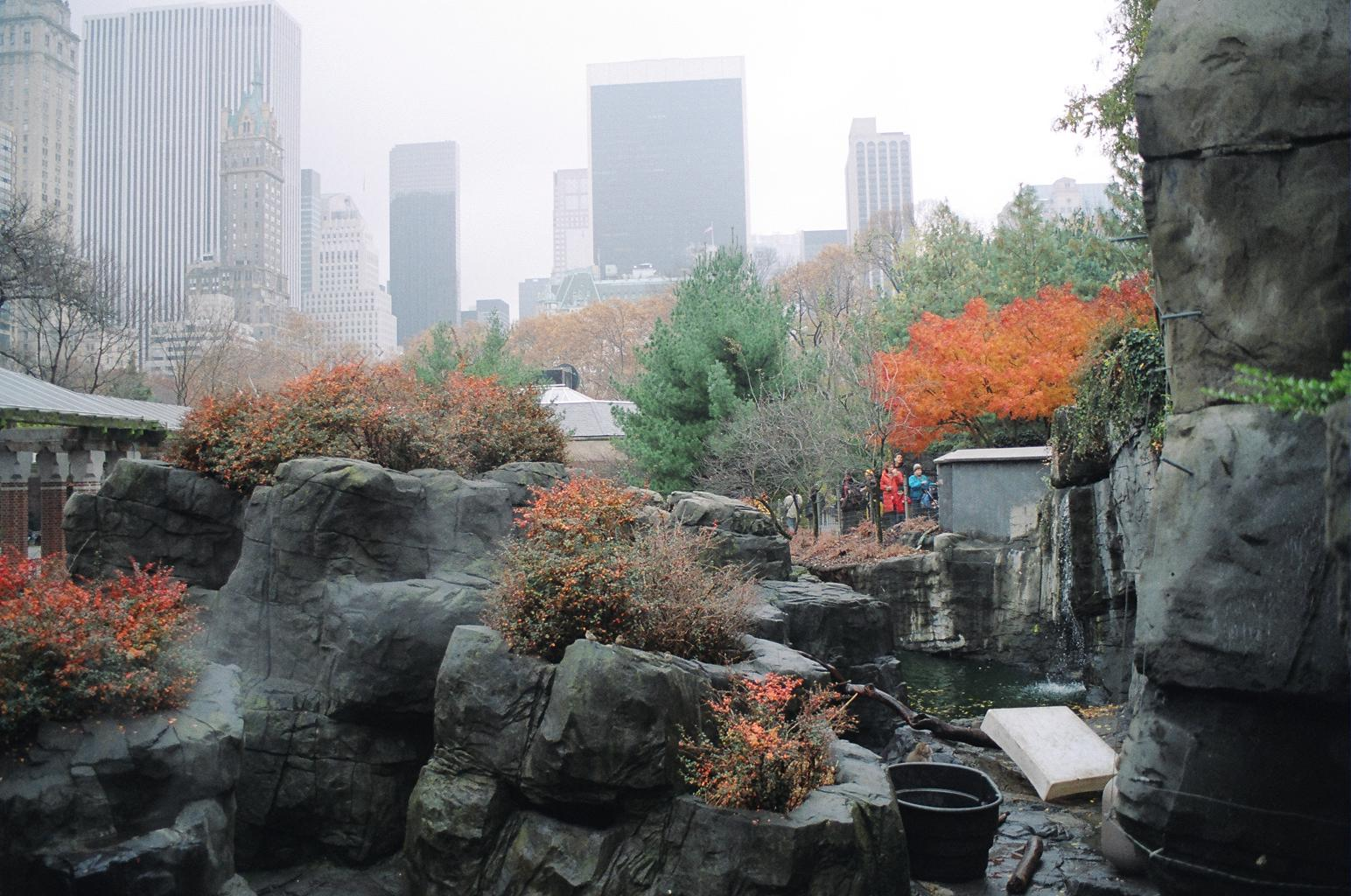
Зоопарк в ноябре 2004 года

Планировка Центрального Парка, выполненная архитекторами Фредериком Олмстедом и Калвертом Воксом, не предусматривала строительство зоопарка, но зверинец был создан из подарков экзотических домашних питомцев и других животных, неформально переданных парку. Первый неформальный зверинец находился в здании Арсенала (англ. Arsenal building) на месте ещё не построенного парка. В 1870 году он приобрёл более постоянное место жительства за зданием Арсенала. После того, как Зверинец Центрального парка был официально основан, он стал вторым публичным зоопарком в США после зоопарка Филадельфии, основанного в 1859 году.
Ряд кирпичных зданий зоопарка, окружающих бассейн с морским львом, были построены в 1934 году по проекту архитектора Эмара Эмбури II (англ. Aymar Embury II), известного по постройке моста Трайборо (англ. Triborough Bridge) и моста Генри Гудзона (англ. Henry Hudson Bridge). Сам ставший знаменитым бассейн был построен по проекту Чарльза Шмидера (англ. Charles Schmieder). В своё время бассейн считался очень современным сооружением, так как архитектор изучил повадки морских львов и использовал их при строительстве бассейна. К 1980 году Центральный парк в целом и зоопарк в частности пришли в упадок, и в этот год ответственность за его развитие взяло на себя Нью-Йоркское зоологическое объединение (англ. New York Zoological Society). Зоопарк был закрыт зимой 1983 года, и его полная реконструкция началась. Некоторые из первоначальных зданий всё же были использованы вновь при реконструкции, но страшные клетки были выброшены.
После модернизации зоопарк, прежде открытый для бесплатного посещения, стал взимать плату за вход на огороженную территорию.
В 2005 году компания DreamWorks выпустила первую часть анимационной трилогии «Мадагаскар», действие которой начинается в Зоопарке Центрального Парка. В 2008-2015 годах выходил мультсериал «Пингвины из Мадагаскара», основанный на персонажах из оригинальной трилогии, действие которого происходит в Зоопарке Центрального Парка.